# Mambo Italiano
"Mambo Italiano" là một bài hát nổi tiếng sáng tác bởi Bob Merrill vào năm 1954 và biểu diễn bởi nữ ca sĩ người Mỹ Rosemary Clooney. Bài hát này đã trở thành bản hit trong sự nghiệp của Clooney, xếp hạng thứ mười trên bảng xếp hạng âm nhạc tại Hoa Kỳ, Pháp và giành được vị trí thứ nhất trên UK Singles Chart vào đầu năm 1955. Bài hát này nổi tiếng trong một khoảng thời gian dài, với nhiều phiên bản cover và xuất hiện trong nhiều bộ phim.

## Hoàn cảnh sáng tác
Merrill được cho là đã viết bài hát này một cách vội vàng trên một chiếc khăn giấy trong một nhà hàng Ý ở Thành phố New York khi lịch cho buổi thu âm đã đến hạn chót, sau đó ông sử dụng điện thoại công cộng để đọc giai điệu, nhịp điệu và lời bài hát cho nghệ sĩ dương cầm trong phòng thu dưới sự giúp đỡ của nhạc trưởng Mitch Miller, người đã sản xuất đĩa thu âm gốc. Bên cạnh Merrill, 'Lidianni' và 'Gabba' cũng được ghi danh là tác giả của bài hát (phiên bản tiếng Ý), tức hai nhạc sĩ viết lời người Ý Gian Carlo Testoni and Gaspare Abbate.

## Bảng xếp hạng
| Bảng xếp hạng (1954–55)                         | Vị trí cao nhất |
| ----------------------------------------------- | --------------- |
| Pháp (IFOP)                                     | 8               |
| UK Singles Chart (Vương quốc Anh)               | 1               |
| US Billboard Best Sellers in Stores (Hoa Kỳ)    | 10              |
| US Billboard Most Played in Juke Boxes (Hoa Kỳ) | 9               |
| US Billboard Most Played by Jockeys (Hoa Kỳ)    | 13              |
| US Cash Box (Hoa Kỳ)                            | 8               |